# ダリウス・バインズ
ダリウス・マーキー・バインズ（Darius Marque Vines, 1998年4月30日 - ）は、 アメリカ合衆国カリフォルニア州ベンチュラ郡オックスナード出身のプロ野球選手（投手）。右投右打。MLBのアトランタ・ブレーブス所属。

## 経歴

### プロ入り前
2016年のMLBドラフト32巡目（全体967位）でヒューストン・アストロズから指名されたが、契約せずにオックスナード・カレッジへ進学した。
2017年のMLBドラフト27巡目（全体825位）でシカゴ・カブスから指名されたが、この時も契約しなかった。

### プロ入りとブレーブス時代
カリフォルニア州立大学ベーカーズフィールド校在学時の2019年、MLBドラフト7巡目（全体217位）でアトランタ・ブレーブスから指名され、プロ入り。契約後、傘下のルーキー級ガルフ・コーストリーグ・ブレーブスでプロデビュー。アパラチアンリーグのルーキー級ダンビル・ブレーブスでもプレーし、2チーム合計で12試合（先発11試合）に登板して0勝5敗、防御率6.68、35奪三振を記録した。
2020年はCOVID-19の影響でマイナーリーグの試合が開催されなかったため、公式戦の登板は無かった。
2021年はA級オーガスタ・グリーンジャケッツとA+級ローム・ブレーブスでプレーし、2チーム合計で22試合に先発登板して6勝4敗、防御率2.92、129奪三振を記録した。
2022年はAA級ミシシッピ・ブレーブスとAAA級グウィネット・ストライパーズでプレーし、2チーム合計で27試合（先発25試合）に登板して8勝4敗、防御率3.77、156奪三振を記録した。オフの11月15日にルール・ファイブ・ドラフトでの流出を防ぐために40人枠入りした。
2023年は故障のため6月末がシーズン初登板となり、マイナーでは主にAAA級グウィネットでプレーした。8月28日にメジャー初昇格を果たすと、メジャーデビューとなった30日のコロラド・ロッキーズ戦では先発して6回2失点の投球で初登板初勝利を挙げた。この年メジャーでは5試合（先発2試合）に登板して1勝0敗、防御率3.98、14奪三振を記録した。

## 投球スタイル
最速93mph （約149.6km/h）の速球に、チェンジアップ、カッター、スライダーといった3つの変化球を交えた投球を見せる。

## 詳細情報

### 年度別投手成績
| 年 度    | 球 団    | 登 板 | 先 発 | 完 投 | 完 封 | 無 四 球 | 勝 利 | 敗 戦 | セ 丨 ブ | ホ 丨 ル ド | 勝 率 | 打 者 | 投 球 回 | 被 安 打 | 被 本 塁 打 | 与 四 球 | 敬 遠 | 与 死 球 | 奪 三 振 | 暴 投 | ボ 丨 ク | 失 点 | 自 責 点 | 防 御 率 | W H I P |
| -------- | -------- | ----- | ----- | ----- | ----- | -------- | ----- | ----- | -------- | ----------- | ----- | ----- | -------- | -------- | ----------- | -------- | ----- | -------- | -------- | ----- | -------- | ----- | -------- | -------- | ------- |
| 2023     | ATL      | 5     | 2     | 0     | 0     | 0        | 1     | 0     | 0        | 1           | 1.000 | 84    | 20.1     | 15       | 3           | 7        | 0     | 1        | 14       | 0     | 0        | 10    | 9        | 3.98     | 1.08    |
| MLB：1年 | MLB：1年 | 5     | 2     | 0     | 0     | 0        | 1     | 0     | 0        | 1           | 1.000 | 84    | 20.1     | 15       | 3           | 7        | 0     | 1        | 14       | 0     | 0        | 10    | 9        | 3.98     | 1.08    |

- 2023年度シーズン終了時

### 年度別守備成績
| 年 度 | 球 団 | 投手（P） | 投手（P） | 投手（P） | 投手（P） | 投手（P） | 投手（P） |
| 年 度 | 球 団 | 試 合     | 刺 殺     | 補 殺     | 失 策     | 併 殺     | 守 備 率  |
| ----- | ----- | --------- | --------- | --------- | --------- | --------- | --------- |
| 2023  | ATL   | 5         | 1         | 0         | 1         | 0         | .500      |
| MLB   | MLB   | 5         | 1         | 0         | 1         | 0         | .500      |

- 2023年度シーズン終了時

### 背番号
- 64（2023年）
- 61（2024年 - ）